# Негери Сембилан
Негери Сембилан е щат на Малайзия. Населението му е 997 071 души (2010), а има площ от 6686 кв. км. Административен център е град Серембан. Телефонният му код е 06, а МПС кодът N. Щатът е разделен на 7 административни района. Мнозинството от населението към 2005 г. са малайци – 54,96%, китайци – 24,3% и индийци – 15,18%. Икономиката е базирана на производство (около 50%), услуги и туризъм (40,3%), земеделие (6%) и строителство (2%).